# 黃國泰 (明朝)
黃國泰（1473年—？），字尚賢，山東東昌府臨清州人，民籍，明朝政治人物。

## 生平
山東鄉試第八名舉人。正德六年（1511年）中式辛未科會試第三百六名，登第三甲第一百九十四名進士。

## 家族
曾祖黃□；祖父黃英；父黃榮，母莊氏。具庆下。弟国光。